# Pedro Gastão de Orléans e Bragança
Pedro Gastão de Orléans e Bragança (Eu, 19 de fevereiro de 1913 — Villamanrique, 27 de dezembro de 2007), foi um descendente da família imperial brasileira, filho de Pedro de Orléans e Bragança e de sua esposa, a condessa Elisabeth de Dobrzenicz. Após a morte de seu pai, em 1940, ele buscou recuperar os direitos dinásticos ao abolido trono brasileiro, os quais haviam sido perdidos com a renúncia de seu pai em 1908, e, assim, reivindicar a chefia da Casa Imperial, então liderada por seu primo, Pedro Henrique.
Sua esposa Maria da Esperança de Bourbon, era irmã de Maria das Mecedes de Espanha, avó de Filipe VI, atual rei de Espanha.

## Infância e juventude
Pedro Gastão nasceu no dia 19 de fevereiro de 1913 no Castelo d'Eu, na Normandia, onde sua família estava residindo desde o exílio e banimento da família imperial. Era o segundo filho e primeiro varão de Pedro de Orléans e Bragança e de Elisabeth de Dobrzenicz. Por parte de pai ele era neto da Princesa Isabel, e bisneto de Pedro II, o último imperador do Brasil.
Sua mãe, Elisabeth, era uma nobre de origem boêmia. Devido ao caráter desigual de seu casamento com Pedro, a Princesa Isabel, Chefe da Casa Imperial do Brasil à época, solicitou que Pedro renunciasse aos seus direitos dinásticos ao trono brasileiro antes de contrair matrimônio. A renúncia foi motivada devido a origem de Elisabeth, considerada de nascimento inferior segundo os critérios da realeza tradicional.
Ao nascer, seu tio Luís já era o herdeiro da Princesa Isabel, e detinha o título de Príncipe Imperial do Brasil, e seu filho Pedro Henrique, o de Príncipe do Grão-Pará.

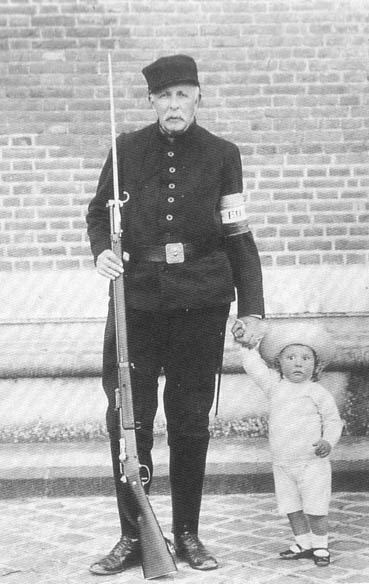
Pedro Gastão com seu avô, o Conde d'Eu, durante a Primeira Guerra Mundial

Pedro Gastão chegou ao Brasil aos nove anos de idade, no ano de 1922, quando a lei do banimento foi revogada pelo então presidente da república Epitácio Pessoa. Ao longo de sua adolescência, viveu entre a França e o Brasil, aonde veio algumas vezes. Ele concluiu seus estudos na Europa, onde se casa com a princesa Maria de Esperança de Bourbon, na Sicília, em 1944.
Estabeleceu-se no Brasil a partir da Segunda Guerra Mundial e foi viver na cidade de Petrópolis, no estado do Rio de Janeiro. Lá, se tornou uma figura popular, principalmente após a morte de seu pai. Morando no Palácio do Grão-Pará, antigo alojamento dos semanários do Museu Imperial, ele passou a ser conhecido como o "Príncipe de Petrópolis".
Nessa época, Pedro Gastão passou a empenhar-se na anulação do documento da renúncia de seu pai, renúncia essa que ele nunca aceitou.
Gasças a essas tentativas de Pedro Gastão, fez com que a família imperial ficasse conhecida em dois ramos: o chamado "Ramo de Petrópolis" e o "Ramo de Vassouras", que abrigava os primos de Pedro Gastão e cujos direitos dinásticos são reconhecidos pela maioria dos monarquistas e pelas casas reais estrangeiras.

## Questão dinástica
Quando Pedro Gastão nasceu, seu pai já havia renunciado aos seus direitos dinásticos. Entretanto, alguns anos após a morte da Princesa Isabel, e a ascenção de seu neto Pedro Henrique a frente da Casa Imperial, o pai de Pedro Gastão, disse a um Jornal Brasileiro: 
Quando há muitos anos renunciei aos direitos da chefia da Casa imperial do Brasil  – Disse A.A. – em favor de meu irmão o Príncipe D. Luiz, o fiz apenas em caráter pessoal sem atender as determinações das Leis do extinto imperio do Brasil , sem prévia consulta à nação, sem os necessários protocolos que precedem atos dessa natureza, não foi, além disso, uma renúncia hereditária [sic]. Mas tarde conversando na Europa e durante minhas visitas ao Brasil, com alguns monarquistas, verifiquei que minha renúncia não é válida por muitos motivos, além dos que acabo de citar. O Conselheiro João Alfredo, que detinha em se poder uma cópia autêntica da renúncia, também me afirmou idêntico parecer.
Porém, anos mais tarde, retificara sua posição:
Corre por aí pretender eu reaver os direitos de sucessão eventual ao trono do Brasil, com prejuízo de D. Pedro Henrique, meu sobrinho, renegando minha renúncia de 1908. A minha renúncia, em 1908, é válida, embora muitos monarquistas (...) entendessem que, politicamente e pelas leis brasileiras que vigoravam em 1889, ela deve ser ratificada pelas Câmaras no caso de ser restaurada a monarquia. Aliás, na minha família nunca haverá dissensões ou disputas por causa do poder imperial.
Seu documento de renúncia, assinado em três vias na presença da Princesa Isabel e enviado ao Diretório Monárquico Brasileiro, expressa claramente essa condição:
Eu, o príncipe Dom Pedro de Alcântara Luís Filipe Maria Gastão Miguel Gabriel Rafael Gonzaga de Orléans e Bragança, tendo refletido com maturidade, resolvi renunciar ao direito que, pela Constituição do Império do Brasil, promulgado em 25 de março de 1824, me concede a Coroa dessa nação. Declaro, portanto, que, por minha livre e espontânea vontade, renunciarei, em meu próprio nome, assim como a todos e quaisquer de meus descendentes, a todos e quaisquer direitos que a referida Constituição nos confere à Coroa e Trono do Brasil, que passará para as linhas que seguem a minha, em conformidade com a ordem de sucessão estabelecida no artigo 117. Antes de Deus, prometo, para mim e meus descendentes, manter a presente declaração. Cannes, 30 de outubro de 1908, assinado: Pedro de Orléans e Bragança." 
Entretanto, foi após a morte de Pedro, que a chamada questão dinástica brasileira ganhou força. Ela foi iniciada principalmente por Pedro Gastão, que nunca aceitou a renúncia do pai. Porém, quando da morte de Pedro, seu sobrinho Pedro Henrique já tinha mais de trinta anos de idade e vinte anos de chefia da casa imperial, posição consolidada e que dificilmente seria questionada pelos partidários de Pedro Gastão.
A partir de 1981, com a morte de Pedro Henrique e a ascensão de seu primogênito, Luís, à chefia de suas pretensões, é que novamente foram feitas reivindicações por parte de Pedro Gastão, este era apoiado pelo Duque de Calábria e pelo Conde de Barcelona.
A partir de então, as contestações ganharam corpo, principalmente devido ao destaque social conferido a Pedro Gastão e seus filhos, a maioria casada com membros de outras casas reais, e à reclusão dos filhos de Pedro Henrique, cuja maioria renunciou a seus direitos dinásticos. Dessa divisão surgiu o chamado Ramo de Petrópolis, formado pelos descendentes de Pedro, e o Ramo de Vassouras, formado pelos descendentes de Pedro Henrique.
A sua iniciativa foi baseada academicamente Francisco Morato, professor da Universidade de São Paulo, que concluiu que a renúncia de seu pai, não se configuraria válida às luz, não só do direito vigente à data, como também do direito constitucional na monarquia.
À época do plebiscito de 1993, pelo qual se consultaria a forma e sistema de governo que a população preferia, a questão dinástica foi novamente levantada. Disputas ocorreram para decidir quem seria o candidato do movimento monarquista, se Luiz, filho de Pedro Henrique, ou Pedro Gastão, o que acabou por dividir e enfraquecer a causa monárquica.
Após a morte de Pedro Gastão, a questão dinástica foi declarada encerrada, quando seu filho Pedro Carlos se declarou republicano em jornal espanhol.

## Últimos anos e morte
Em Petrópolis, na década de 1950, Pedro Gastão adquiriu o jornal Tribuna de Petrópolis, fundado em 1902, e atualmente administrado por seu filho, Francisco. Ele ainda dirigiu a Companhia Imobiliária de Petrópolis até o final do século XX. 
Pedro Gastão cumulou nos arquivos de sua residência, milhares de documentos e obras de arte que até hoje ajudam a contar a história da "Cidade Imperial". Ele orgulhava-se de haver conhecido todos os chefes de estado brasileiros, desde Epitácio Pessoa até FHC.
No início da década de 1990, durante o plebiscito em que o povo brasileiro deveria optar pela monarquia ou pela república, Pedro Gastão foi um dos mais empenhados na campanha pela monarquia. Mas com a derrota da causa, o príncipe afastou-se do país e desautorizou a iniciativa de alguns correligionários de fundar um partido monarquista no Brasil.
Com o avanço da idade, Pedro Gastão retirou-se para a propriedade de sua esposa, em Villamanrique, próximo de Sevilha, na Espanha. Os últimos anos de vida do casal foram passados na propriedade da princesa, onde ambos faleceram.
Pedro Gastão morreu na madrugada do dia 27 de dezembro de 2007, aos 94 anos de idade, e foi sepultado no dia seguinte, na capela paroquial de Villamanrique de la Condesa.

## Títulos e honrarias

### Títulos e estilos
Na sua vida teve pretensão ao seguinte estilo de tratamento:
- 19 de fevereiro de 1913 – 27 de dezembro de 2005: Sua Alteza Real o Princípe Pedro Gastão de Orléans e Bragança

### Honrarias

#### Nacionais
- Grã-Cruz da Imperial Ordem do Cruzeiro, 19 de fevereiro de 1911[10]
- Grã-Cruz da Imperial Ordem de Pedro I, 19 de fevereiro de 1911[10]
- Grã-Cruz da Imperial Ordem da Rosa, 19 de fevereiro de 1911[10]

#### Estrangeiras
- Cavaleiro da Ordem de São Januário, 1960[10]
- Grã-Cruz da Ordem Constantiniana de São Jorge[10]
- Cavaleiro da Real Maestrança de Cavalaria de Servilha[10]
- Grã-Cruz da Ordem do Salvador[10]
- Grã-Cruz de Honra e Devoção da Ordem Soberana de Malta, 1966[10]
- Grã-Cruz da Ordem de Cristo[10]

## Descendência
Pedro Gastão e Maria da Esperança de Bourbon tiveram seis filhos:
- Pedro Carlos de Orléans e Bragança e Bourbon (Petrópolis, 31 de outubro de 1945), casou-se por três vezes: a primeira em 1975, com Rony Kuhn da Suza; viúvo, casou-se em 1981, com Patricia Alexandra Brascombe; viúvo, casou-se em 2021, com Patrícia Alvim Rodrigues. Com descendência apenas do primeiro e segundo casamento.[12]
- Maria da Glória de Orléans e Bragança e Bourbon (13 de dezembro de 1946), casou-se por duas vezes: a primeira em 1972, com Alexandre, Príncipe Herdeiro da Iugoslávia, de quem se divorciou em 1985; no mesmo ano, Maria da Glória casou-se com Inácio de Córdoba, Duque de Segorbe e Grande de Espanha, com descendência dos dois casamentos.[13]
- Afonso Duarte de Orléans e Bragança e Bourbon (25 de abril de 1948), casou-se por duas vezes: a primeira com Maria Parejo em 1973, de quem se divorciou em 1998; no mesmo ano, casou-se com Sylvie Amélie de Hungria Machado, com descendência apenas do primeiro.[14]
- Manuel Álvaro de Orléans e Bragança e Bourbon (17 de junho de 1949), casou-se em 1977, com Margarita Haffner y Lancha, filha de Oskar Haffner, de quem se divorciou em 1995, com descendência.[15]
- Cristina de Orléans e Bragança e Bourbon (16 de outubro de 1950 — 15 de maio de 2025[16]), casou-se por duas vezes: a primeira em 1980, com o Príncipe Jean-Paul Sapieha-Rozanski, e de quem se divorciou em 1992; a segunda com José Carlos Calmon de Brito, de quem também se divorciou em 1996, com descendência apenas do primeiro.[15]
- Francisco Humberto de Orléans e Bragança e Bourbon (9 de dezembro de 1956), casou-se por duas vezes: a primeira em 1978, com Christina Schmidt Peçanha, filha de Gaubert Schmidt e Alice Peçanha, posteriormente eles se divorciaram; e casou-se em segundo lugar em 1980, com Rita de Cássia Pires, com descendência dos dois casamentos.[15]